# Leva Bates
Leva Bates (Madisonville, 21 maggio 1983) è una wrestler statunitense.

## Carriera nel wrestling

### Circuito indipendente (2006–2011)
Si allena al wrestling presso la Team 3D Academy con Devon Hughes e Mark LoMonaco e fece il suo debutto nel 2006, passando i tre anni successivi lottando nel sud degli Stati Uniti d'America in federazioni come la Southeastern Championship Wrestling e la Coastal Championship Wrestling e vincendo il SCW Women's Championship nel novembre del 2008 sconfiggendo Betsy Ruth e Lexie Fyfe in un fatal three-way match. Agli inizi del 2009 apparve nella World Xtreme Wrestling lottando contro Betsy Ruth e Malia Hosaka.

### Shimmer Women Athletes (2009–2019)
Debuttò nella Shimmer Women Athletes nel 2009 allo show Volume 28, dove insieme a Kimberly Kash perse un tag team match contro Kacey Diamond e Sassy Stephie. A Volumes 33 e 34, perse con Allison Danger e Melanie Cruise rispettivamente, prima di sconfiggere Cat Power a Volume 36. Nel marzo 2011 a Volume 37, Bates formò un tag team con Allison Danger, denominato Regeneration X. Nell'anno successivo, le due sconfissero Jamilia Craft & Mia Yim, e Sassy Stephie & Nevaeh, ma furono battute da Nikki Roxx & Ariel e The Knight Dynasty (Britani & Saraya Knight). Il 17 marzo 2012, le Regeneration X fallirono la conquista dello Shimmer Tag Team Championship affrontando Ayako Hamada & Ayumi Kurihara. Nel 2013 Bates tornò alla competizione singola, e sfidò senza successo Cheerleader Melissa per il titolo SHIMMER Championship il 19 ottobre a Volume 58. Trascorse il resto del 2013 e del 2014 a lottare in match contro Nikki Storm, Marti Belle, Veda Scott e Jessicka Havok.

### Total Nonstop Action (2011–2012)
Nel febbraio 2011 combatte un match contro Isis The Amazon e perde e nel settembre 2012 aiuta gli Aces & Eights mentre agiscono contro Sting ed Hulk Hogan.

### Shine Wrestling (2012-2019)

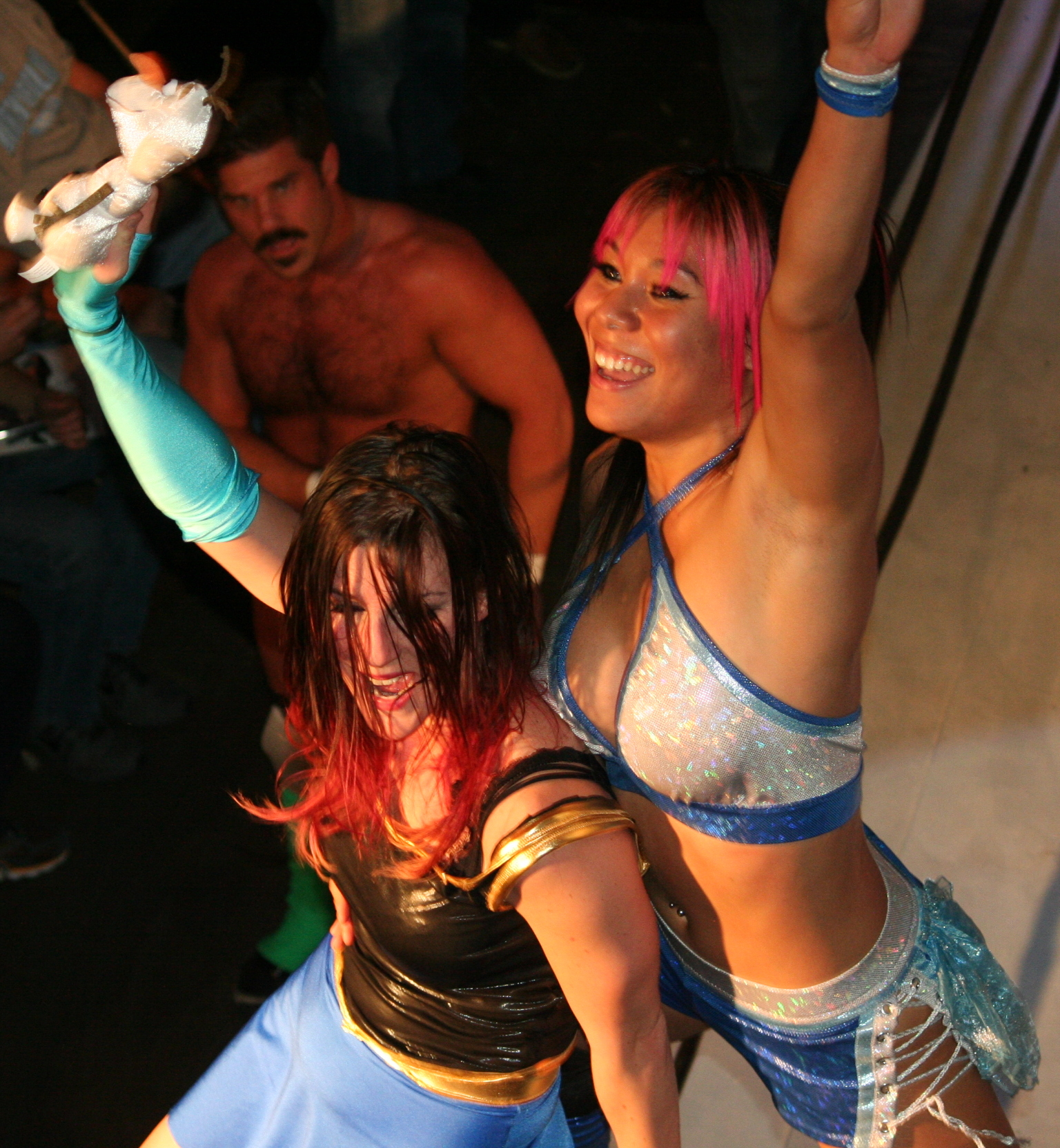
The Lucha Sisters (Bates (sinistra) e Mia Yim) nel novembre 2014

La Bates esordì nella Shine Wrestling nel luglio 2012. Inizialmente come wrestler singola, affrontò Mercedes Martinez, Portia Perez e Jessicka Havok, prima di avere una serie di match con Kimberly, e un incontro risolutivo con lei a Shine 7, un Last Man Standing match vinto dalla Bates. Aggredita nel post-match da Kimberly, le due si scontrarono ancora a Shine 8 in un Fans Bring the Weapons I Quit match, vinto da Kimberly quando l'arbitro fermò l'incontro. Il feud terminò all'evento Shine 9, quando Bates sconfisse Kimberly in un "Arkham Asylum" steel cage match. Bates quindi prese parte a un torneo per determinare l'inaugurale Shine Champion; sconfisse Taylor Made prima di perdere con Mia Yim.
Nel febbraio 2014 Bates si alleò con Mia Yim formando il tag team The Lucha Sisters per prendere parte al torneo con in palio lo Shine Tag Team Championship. Bates & Yim sconfissero The Kimber Bombs (Cherry Bomb & Kimber Lee) e Jessie Belle Smothers & Sassy Stephie prima di arrivare in finale, dove sconfiggendo Made in Sin (Taylor Made & Allysin Kay) vinsero i titoli di coppia. Le due difesero con successo le cinture contro Evie & Madison Eagles, e Candice LeRae & Ivelisse, prima di perderle con le Legendary (Brandi Wine & Malia Hosaka) a Shine 20, il 27 giugno 2014. Le Lucha Sisters fallirono la riconquista dei titoli nel rematch a Shine 21 in agosto. Tornata alla divisione singola, Bates sfidò senza successo LuFisto per lo Shine Championship nel 2017.

### WWE (2014–2015)
Leva Bates fa la sua prima apparizione in WWE accompagnando Adam Rose. Debutta come lottatrice durante un episodio di NXT il 16 ottobre 2014, svolgendo il ruolo di jobber, venendo sconfitta dalla debuttante Carmella. Viene introdotta con il ring name Blue Pants da Enzo Amore e Colin Cassady a causa della sua tenuta da ring. Fa un'altra apparizione il mese successivo, durante la puntata di NXT del 27 novembre, dove viene nuovamente sconfitta da Carmella. Blue Pants ottiene la sua prima vittoria a NXT del 1º gennaio 2015, sconfiggendo Carmella durante il loro terzo scontro. Il 26 e 27 giugno, Blue Pants prende parte a due house show, dove viene sconfitta entrambe le volte da Sasha Banks. Appare a sorpresa il 22 agosto a NXT TakeOver: Brooklyn, facendo da manager ai Vaudevillains (Aiden English e Simon Gotch) aiutandoli a conquistare gli NXT Tag Team Championship contro Blake e Murphy; durante il match, ha un alterco fisico con Alexa Bliss, accompagnatrice del team rivale. Le due si affrontano nella puntata di NXT del 2 settembre, dove la Biss esce vittoriosa. Blue Pants fece la sua ultima apparizione a NXT il 2 dicembre, venendo sconfitta da Nia Jax. Leva Bates descrisse il personaggio di "Blue Pants" come una fangirl, dicendo che la grande popolarità ottenuta con il pubblico sia stata dovuta alla forte connessione dell'amore della ragazza verso il wrestling. Il suo personaggio fu uno dei più amati dal pubblico di NXT, ricevendo sempre molti applausi e ovazioni durante le sue apparizioni, nonostante fosse stata chiamata soltanto per interpretare il ruolo di jobber e non fosse sotto contratto con la federazione.

### Ritorno in TNA (2016–2017)
Nel 2016 partecipa al Knockouts Knockdown dove perde un match contro Jade e nell'anno successivo al Victory Road 2017 Knockouts Knockdown sconfigge prima Allie e più tardi nella stessa serata lotta con ODB, Alisha e Santana Garrett in un 8 woman tag team match contro Angelina Love, Rosemary, Diamanté e Laurel Van Ness.

### All Elite Wrestling (2019–2023)

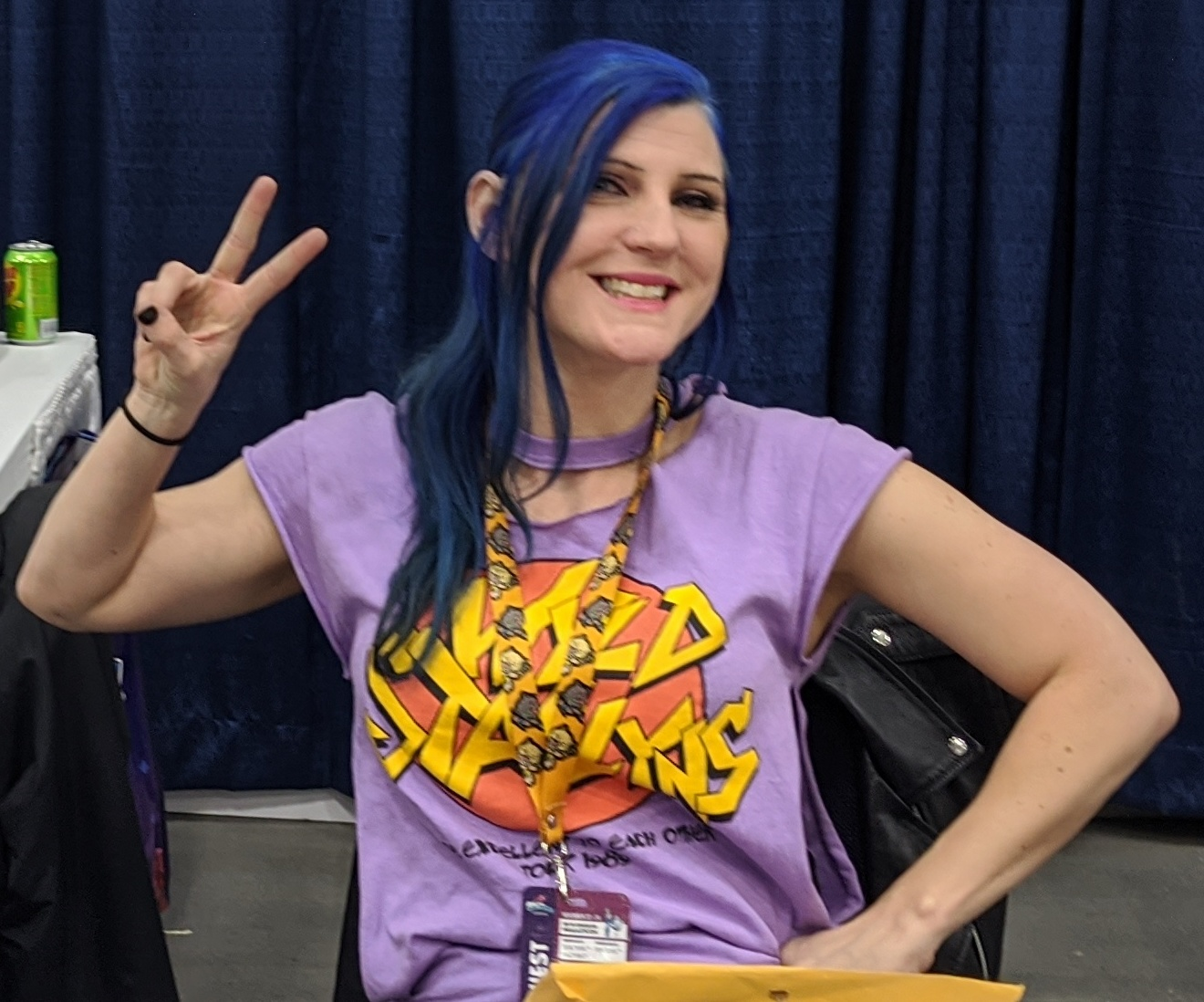
Leva Bates nel 2019

Il 22 aprile 2019 viene annunciato che Bates si sarebbe unita al roster femminile della All Elite Wrestling. Esordì all'evento Fyter Fest, venendo sconfitta da Allie. In seguito effettuò un turn face dopo avere schiaffeggiato Peter Avalon.

## Vita privata
La Bates è conosciuta per l'utilizzo del cosplay per le sue tenute da ring; regolarmente si veste come personaggi di film, videogiochi e fumetti, incorporando anche aspetti di tali personaggi nel suo stile di combattimento.

## Personaggio

### Mosse finali
- Critical Confirmation (Double knee facebreaker)
- Dinner to Go (Seated senton)[4]
- Superhero Kick (Superkick)
- Limit Break (Avalanche double underhook facebuster)

### Soprannomi
- "The Queen of Cosplay"[21]
- "The Librarian"

### Musiche d'ingresso
- The Price Is Right eseguita da Bill Morrissey[22][23] (NXT; 16 ottobre 2014 – 22 settembre 2015)
- Blue dei CFO$[24] (NXT; 2 dicembre 2015)
- Break Your Heart di Christy Hemme (Impact Wrestling; 14 aprile 2017)
- Every Trick In The Book di Mikey Rukus (AEW; 29 giugno 2019–presente)

## Titoli e riconoscimenti
- Atomic Revolutionary Wrestling 
  - ARW Bombshells Championship (1)[25]
- Atomic Wrestling Entertainment
  - AWE Bombshells Championship (1)
- Coastal Championship Wrestling
  - CCW Women's Championship (1)
- Heavy on Wrestling 
  - HOW Women's Championship (1)[26]
- Pro Wrestling Illustrated
  - PWI Feud of the Year (2012) - Aces & Eights vs. TNA[27]
  - 28º posto nella lista delle 50 migliori lottatrici singole nei PWI Female 50 del 2015[28]
- Shimmer Women Athletes
  - Shimmer Tag Team Championship (1) – con Delilah Doom[29]
- Shine Wrestling
  - Shine Tag Team Championship (1) – con Mia Yim[30]
  - Shine Tag Team Championship Tournament (2015)
- Southeastern Championship Wrestling
  - SCW Women's Championship (1)
- Southern Championship Wrestling Florida
  - SCW Florida Women’s Championship (1)
- United States Championship Wrestling
  - USCW Women's Championship (1)
- Women Superstars Uncensored
  - WSU Spirit Championship (1)
  - WSU Spirit Championship Tournament (2015)
- WrestleCircus
  - WrestleCircus Sideshow Championship (1)[31]
- Wrestling Observer Newsletter
  - Worst Gimmick (2012) - Aces & Eights[32]